# Edouard Dor
Edouard Dor est un journaliste, essayiste et éditeur français, né le 7 octobre 1945.

## Biographie
Edouard Dor a été grand reporter et rédacteur en chef à RFI, fondateur et directeur général des radios O’FM (1990-1998) et SPORT O'FM (première radio de sport en Europe, créée en janvier 1998), membre du département de journalisme du Celsa-Paris Sorbonne.
Cofondateur, en 2014 à Paris, des éditions Espaces et signes (d), au sein desquelles il a notamment créé en 2015 la collection Ciné voyage (pour (re)découvrir une ville, une région ou un pays grâce au cinéma).
Edouard Dor est l'auteur d'une vingtaine d'ouvrages, en majorité des essais.

### Essais sur l'art
- L'Ennui des deux Vénitiennes  [Sur un tableau de Carpaccio], Sens & Tonka, 2006  (ISBN 978-2-84534-146-3), (au palmarès des Meilleurs livres de l'année 2006 du magazine Lire), réédition 2007  (ISBN 978-2-84534-158-6), réédition 2008  (ISBN 978-2-84534-193-7)
- Les Couilles d'Adam  [Sur une fresque de Masaccio], Sens & Tonka, 2007, réédition 2010  (ISBN 978-2-84534-193-7)
- Une inquiétante étrangeté  [Sur trois tableaux : Véronèse, Manet, Matisse], Sens & Tonka, 2008  (ISBN 978-2-84534-185-2)
- Le Concert [Sur l'ultime tableau de Nicolas de Staël], Sens & Tonka, 2010,  (ISBN 978-2-84534-191-3) réédition 2011
- Énigme de la mélancolie [Sur un tableau de Pontormo], Sens & Tonka, 2011[4]  (ISBN 978-2-84534-196-8)
- Sur les barques de Braque. Dans l'attente de l'ultime traversée, Éditions Michel de Maule, 2013[5]  (ISBN 978-2-87623-460-4) Nouvelle édition : Georges Braque, sur quelques barques échouées, Éditions espaces&signes, 2021  (ISBN 979-10-94176-51-1)
- Quand la peinture se joue des portes - Sur des œuvres de Degas, Fragonard, Salviati et Vallotton, Éditions Michel de Maule, 2013[6]  (ISBN 978-2-87623-519-9)
- Rembrandt et la jeune fille de Varsovie, Éditions Michel de Maule, 2014[7]  (ISBN 978-2-87623-565-6)
- Rothko pour s'y perdre, Éditions espaces&signes, 2015  (ISBN 979-10-94176-08-5)
- L'homme qui écrit [Notes sur un dessin inédit de Paul Valéry], Éditions Lurlure (d), 2018  (ISBN 979-10-9599-710-8)
- Picasso, l'énigme de 'La Vie', Éditions espaces&signes, 2018  (ISBN 979-10-94176-36-8)
- Nicolas de Staël, l'impossible 'Concert', Éditions espaces&signes, 2019  (ISBN 979-10-94176-40-5), réédition enrichie du Concert paru en 2010
- Francis Bacon, en morceaux choisis, Éditions espaces&signes, 2019  (ISBN 979-10-94176-52-8)
- Vittore Carpaccio, peindre l'ennui à Venise, Éditions espaces&signes, 2020  (ISBN 979-10-94176-46-7), réédition enrichie de L'Ennui des deux Vénitiennes paru en 2006
- Walter Sickert, artiste sans concession, Éditions espaces&signes, 2022  (ISBN 979-10-94176-84-9)
- Basquiat, peintre du rythme, Éditions espaces&signes, 2023  (ISBN 979-10-94176-88-7)
- C'est vif ! La première exposition des Impressionnistes en 1874, Éditions espaces&signes, 2024  (ISBN 979-10-94176-81-8)

### Essai sur le cinéma
- Rome mise en scènes, Éditions espaces&signes, 2016  (ISBN 979-10-94176-07-8), réédition augmentée 2018  (ISBN 979-10-941-76-31-3)

### Essai sur l'information
- Les Vertus du mensonge - Information, déformation, manipulation (avec Bernard Valette (d)), Sens & Tonka, 2002  (ISBN 978-2-84534-068-8)

### Témoignages
- Quand penser en Chine se disait Mao, Éditions Michel de Maule, 2012  (ISBN 978-2-87623-321-8)
- Parler vrai pour l'Afrique, entretiens avec Denis Sassou-Nguesso, Éditions Michel Lafon, 2009  (ISBN 978-2-7499-1106-9)

### Fiction
- Le Vol majestueux des molletons cendrés au-dessus du grand fuchsia, Éditions espaces&signes, 2021  (ISBN 979-10-94176-77-1)

### Poésie
- Dés lisses, in coffret dix ans, donc ! Sens & Tonka, 2005  (ISBN 2-84534-118-0)

### Adaptations d'après lesCinq cents contes et apologues du Tripitaka chinois
- Le Singe obscène et la Tortue bavarde, Éditions espaces&signes, 2014  (ISBN 978-2-9535965-5-7)
- La femme qui ne perdait jamais rien, Éditions espaces&signes, 2014  (ISBN 978-2-9535965-6-4)
- Le sot, le vieillard perfide et le chameau gourmand, Éditions espaces&signes, 2015  (ISBN 979-10-94176-00-9)

### Participation à des ouvrages collectifs
- Sun Ra, un souffle joyeux de liberté dans My Favorite Things. Le Tour du Jazz en 80 écrivains, sous la direction de Franck Médioni, illustré par Pierre Alechinsky, Alter ego éditions, Céret, 2013  (ISBN 978-2-915528-38-1)
- Lettres à Miles, illustré par Gérard Titus-Carmel, Alter ego éditions, Céret, 2016  (ISBN 978-2-915528-54-1)

### Préfaces, avant-propos et appareils critiques
- Paul Valéry, Principes d'anarchie, Éditions espaces&signes, 2017
- Paul Valéry, Les Fruits amers de la démocratie, Éditions espaces&signes, 2017
- Félix Fénéon, Pourtant, elle respire encore..., Éditions espaces&signes, 2018
- Félix Fénéon, Un regard unique sur l'impressionnisme, Éditions espaces&signes, 2018
- Félix Fénéon, Les arts lointains iront-ils au Louvre ?, Éditions espaces&signes, 2019
- Antonin Artaud, Révolte contre la poésie, Éditions espaces&signes, 2020
- Viollet-le-Duc et Lassus, Projet de restauration de Notre-Dame de Paris (1843), Éditions espaces&signes, 2020
- Miles Hodges, Jusqu'à n'être que solitude, Éditions espaces&signes, 2021
- Emmanuel Constant, La Forme de l'air, Éditions espaces&signes, 2021
- Martine Rouart, Pétra rêvé, Éditions espaces&signes, 2022
- Guillaume Apollinaire et Raoul Dufy, Le Bestiaire ou Cortège d'Orphée, Éditions espaces&signes, 2024
- André Cira, Dans les éclats du temps, Éditions espaces&signes, 2024
- Alfred Jarry et les peintres, textes et poèmes, Éditions espaces&signes, 2025